# Marathon van Hamburg 1987
De marathon van Hamburg 1987 werd gelopen op zondag 26 april 1987. Het was de tweede editie van deze marathon.
Evenals het jaar ervoor was de Belg Karel Lismont bij de mannen de sterkste; hij finishte in 2:13.46. De Duitse Charlotte Teske won bij de vrouwen in 2:31.49.
In totaal finishten 6440 marathonlopers, waarvan 520 vrouwen.

## Uitslagen

### Mannen
| rang   | naam              | land | tijd    |
| ------ | ----------------- | ---- | ------- |
| Goud   | Karel Lismont     | BEL  | 2:13.46 |
| Zilver | Steve Benson      | USA  | 2:14.41 |
| Brons  | Michael Spöttel   | GER  | 2:14.46 |
| 4      | Ferenc Bula       | HUN  | 2:16.34 |
| 5      | Jouni Kortelainen | FIN  | 2:17.03 |
| 6      | Franz Homberger   | GER  | 2:17.56 |
| 7      | Wolfgang Krüger   | GER  | 2:19.03 |
| 8      | Jacques Valentin  | NED  | 2:19.36 |
| 9      | Virgilio Herrera  | GUA  | 2:20.22 |

### Vrouwen
| rang   | naam               | land | tijd    |
| ------ | ------------------ | ---- | ------- |
| Goud   | Charlotte Teske    | GER  | 2:31.49 |
| Zilver | Monika Schäfer     | GER  | 2:33.22 |
| Brons  | Magda Ilands       | BEL  | 2:34.25 |
| 4      | Graziella Striuli  | ITA  | 2:38.30 |
| 5      | Ursula Starke      | GER  | 2:41.27 |
| 6      | Brigitte Mühlisch  | GER  | 2:42.49 |
| 7      | Angelika Dunke     | GER  | 2:43.44 |
| 8      | Dagmar Knudsen     | GER  | 2:45.08 |
| 9      | Inge Röhrnbacher   | GER  | 2:46.08 |
| 10     | Regina Neuhaus     | GER  | 2:46.53 |
| 11     | Linda Delvaux      | LUX  | 2:48.54 |
| 12     | Suzanne Bitzer     | GER  | 2:50.56 |
| 13     | Annette Staudinger | GER  | 2:51.04 |
| 14     | Vibeke Nielsen     | DEN  | 2:54.50 |

1986 · 1987 · 1988 · 1989 · 1990 · 1991 · 1992 · 1993 · 1994 · 1995 · 1996 · 1997 · 1998 · 1999 · 2000 · 2001 · 2002 · 2003 · 2004 · 2005 · 2006 · 2007 · 2008 · 2009 · 2010 · 2011 · 2012 · 2013 · 2014 · 2015 · 2016 · 2017